# 比利亚尔曼索
比利亚尔曼索，是西班牙卡斯蒂利亚-莱昂布尔戈斯省的一个市镇。总面积24平方公里，总人口511人（2001年），人口密度21人/平方公里。